# Tromatobia maculata
Tromatobia maculata là một loài tò vò trong họ Ichneumonidae.